# Julianelyst
Julianelyst er en hovedgård som er udstykket fra Urup i 1791. Gården ligger i Østbirk Sogn i Horsens Kommune. Hovedbygningen er opført i 1792-1793 og ombygget i 1880.
Julianelyst Gods er på 419 hektar med Urup Landbrug og Amstrup
Fem bygninger i herregårdskomplekset har siden 1924 været fredet.

## Ejere af Julianelyst
- (1787-1797) Ulrich Christian von Schmidten
- (1797-1828) Ove Henrik baron Juel-Rysensteen
- (1828-1840) Niels Poulsen Glud
- (1840) Birgitte Mariane Birch gift Strange
- (1840-1880) Niels Byschou Strange
- (1880-1905) Niels Juel Lund
- (1905-1916) Peter Andreas Lund
- (1916) Jørgen Marcussen / Jakob Jensen
- (1916-1922) Niels A. Høgdall
- (1922-1926) Carl Steenbach
- (1926-1927) Niels A. Høgdall
- (1927-1947) Poul Hansen / Vagn-Aage Hansen
- (1947) A. Yde Bruun
- (1947-1977) Jørgen Terkelsen Koed-Jørgensen
- (1977-2010) Johan Koed-Jørgensen
- (2010-2010) Agnete Kirk Thinggaard / Claus Thinggaard
- (2010-) Julianelyst Aps